# Койсанські мови
Койса́нські мо́ви (від нама khoi «людина» і san «бушмен») — умовна назва автохтонних, які не належать до банту, мов півдня Африки і двох ізольованих мов Танзанії (сандаве і хадза). Найхарактернішою особливістю цих мов є використання клацальних приголосних (клікса) як повноцінних фонем. Це явище унікальне і не зустрічається в більшості інших мов світу, за винятком деяких сусідніх мов банту, кушитської мови дахало і ритуальної австралійської мови дамін.
Чимало койсанських мов перебувають під загрозою зникнення, а деякі з них вже вимерли. Оцінюється, що загальна кількість мовців цих мов становить близько 370 тисяч осіб. Головна область їх поширення зосереджена навколо пустелі Калахарі.

## Історія вивчення
Досить довго койсанські мови відповідно до народів, які на них говорять, ділилися на бушменські і готтентотські мови. Різкої різниці в способі життя цих народів, яка підкріплюється деякими типологічними характеристиками (наявність іменних категорій роду у готтентотів), було достатньо, щоб не помічати між цими мовами нічого спільного. На додаток, готтентотські мови намагалися об'єднати з іншими «гендерними» мовами Африки (в рамках хамітської гіпотези).

Поширення мовних сімей і деяких найбільших мов на території Африки

Сам термін «койсан» (нама khoi «людина» і san «бушмен») був запропонований в 1928 році етнографом Л. Шульце для позначення загального расового типу цих народів. Лише в 1963 році у Ґрінберґ пов'язав з цим терміном запропоновану ним раніше макросім'ю (яку він сам спочатку називав «Click languages»). Як обґрунтування цієї гіпотези Грінберг вказав на деякі типологічні подібності та лексичні паралелі, а головне — на наявність в цих мовах клацальних приголосних (кліків).
Вчені підтвердили давню ізоляцію народів койсан від решти людства і виявили серед них групи, які живуть порізно протягом 30000 років. Результати досліджень опубліковані у двох роботах, що вийшли в журналах Science і Nature Communications

## Внутрішня класифікація
Свою макросім'ю Грінберг розділив на хадза, сандаве та південно-африкансько-койсанські (ПАК), а останні на північну, південну і центральні гілки. Доказ спорідненості ПАК з двома ізолятами виглядає зараз досить проблематичним, спорідненість мов усередині кожної з трьох гілок (за винятком ізоляту кваді) ні в кого не викликає сумнівів. Найактуальнішим за останні півстоліття залишалося питання споріднені між цими трьома гілками.
У дослідженні С. Г. Старостіна підтверджується спорідненість всередині трьох класичних гілок (з включенням мови ч'оан до північно-койсанських мов), по-друге, постулюється й обґрунтовується спорідненість північно- і південнокойсанських мов (див. сім'я жу-к'ві), по-третє, обґрунтовується можливість спорідненості мов жу-к'ві й центрально-койсанських, більш віддаленого, ніж, скажімо, для мов індоєвропейської сім'ї, але все ж досяжного (койсанська макросім'я). Правда, не всі фахівці з койсанських мов приймають цю реконструкцію.
Однак у монографії 2013 Г. С. Старостін прийшов до висновків, що по лексикостатистичних даних (аналіз 50-слівного списку базової лексики) з достовірністю можна говорити лише про спорідненість у рамках окремих груп койсанських мов: групи жу-хоан; південнокойсанської групи; групи кхой-кваді (тобто центральнокойсанських мов з додаванням мови кваді); мови хадза і сандаве класифікуються окремо. Сходження ж між цими групами незначні (не перевищують 10-12 % 50-слівного списку) і вказують на відсутність будь-якої близької спорідненості й необхідність подальших досліджень для демонстрації далекої спорідненості.

## Огляд койсанських мов
Нині відомі койсанські мови діляться на 3 сім'ї (дві з яких, можливо, об'єднуються в одну) і 3 ізольовані мови. Для зручності після назв мов наведено їх англійські відповідники.

### Центральнокойсанська сім'я (кхой)
- Гілка кхойкхой (готтентотські) — народи нама, хайл'ом і дамара
  -     - Мова нама (Nama, Khoekhoegowab) — найбільша з койсанських мов: 234 тис. осіб у Намібії і ПАР
    - Капський кхойкхой (Cape Khoekhoe) — майже вимерла мова південного заходу ПАР, збереглися два діалекти — кхірі (гріква) і к'ора, менш як 100 осіб.
- Гілка чу-кхве (калахарська, центрально-бушменська; Tshu-Khwe) — Ботсвана, Намібія (45 тис.): північний схід пустелі Калахарі
  - група кхое (11 тис.)
    - Мова кхое (Kxoe) (7 тис.)
    - Мова л'ані-Бугу (Ani-Buga) (4 тис.)

  - Група наро-л'гана (14 тис.)
    - Мова наро (Naro)
    - Мова л'гана-ц'гві (Gana-|Gui) (4,5 тис.)

  - Східнокхойська група (15,35 тис.)
    - Мова Шуа (Shua) (6 тис.)
    - Мова ЧВА (Tshwa) (9,3 тис.)

### Надсім'я жу-к'ві (периферійно-бушменська (49-54 тис.))
(JU-! WI); єдність даної сім'ї не є загальновизнаною; включає 2 родини:

#### Північнокойсанська сім'я (жу-ч'оанська)
- Гілка жу (к'хунг; Ju) — на південному сході Анголи, півночі Намібії й заході Ботсвани (45 тис.)
  - Мова північний к'хунг (! 'O-! Xung) (12,5 тис.)
  - Мова центральний к'хунг (C.! Xung) (6,9 тис.)
  - Мова південно-східний к'хунг (ju|'hoan) (25-30 тис.) — у тому числі діалекти жуц'оан і л'хаул'е
  - Мова кунг-Екоком (Ekoka! Kung, Western !Xuun) — в Намібії та Анголі
  - Мова Маліга (Maligo) (2.2 тис.)
  - Мова к'хунг дюни Мангеттена (Mangetti Dune! Xung) (500) — у населених пунктах дюни Мангеттена й Омтаку (Намібія)
  - Васекела-бушменський мова (Секела;! 'O-! Khung) (61,3 тис.) — Захід смуги Капріві
  - Мову ч'кхао-л'ае (ч'кхаул'ейн; ǂKx'ao-ǁ'ae, ǂKx'auǁ'ein) (7 тис.) — у Ботсвані та Намібії
  - (†) старохайл'омскій мова (Old Hai || om) — мова групи хайл'ом, нині говорять на особливому діалекті мови нама
  - (†) овамбо-бушменська мова (кеди-чвагга; Kedi-Chwagga) — перейшли на мову овамбо (банту)
- Моногрупа ч'оан (ǂHoã) — на півдні центральної Ботсвани (200 осіб). Іноді вважається ізолятом

### Південнокойсанська сім'я (таа-к'ві, туу)
- Гілка та (Taa,! Xóõ) — на сході Намібії й заході Ботсвани (4,2 тис.)
  - Мова західний к'хонг
  - Мова східний к'хонг
- Група к'ві (! Kwi) — ПАР, Намібія
  - Мова нц'у (N|u) — єдина жива мова цієї групи (близько 8 осіб мовців); вкл. ч'хомані (ǂKhomani) і л'н-к'е (|| Ng-! ke)
  - Мова ц'ауні-Хатія (†;|'Auni-Xatia)
  - Мова ч'ункве (†; ǂUnkwe)
  - Мова л'хау (†; || Kxau)
  - Мова цхам (†;|Xam)
  - Мова л'ул'е (†; || Ku || e)
  - Мова сіро (†; Seroa)
  - Мова к'ган-к'не (†;! Gã! Ne)
  - Мова л'хегві (†; || Xegwi)

### Ізоляти
- Мова кваді — вимерла (в XX століття), ізолят південного заходу Анголи
- Мова сандаве — ізольована мова Танзанії (60 тис.)
- Мова хадза — ізольована мова Танзанії (800 осіб.)

Останні дві мови поширені далеко на північному сході, в Танзанії, і з койсанських мов їх зближують лише тому, що в них є клікса і вони не входять ні в яку іншу відому сім'ю.